# Lodovico Altieri
Lodovico kardinal Altieri, italijanski rimskokatoliški duhovnik, škof in kardinal, * 17. julij 1805, † 11. avgust 1867.

## Življenjepis
11. julija 1836 je bil imenovan za naslovnega nadškofa Ephesusa in 17. julija istega leta je prejel škofovsko posvečenje. 18. julija 1836 je bil imenovan za apostolskega nuncija v Avstriji.
14. decembra 1840 je bil povzdignjen v kardinala in pectore. Leta 1845 je bil imenovan za tajnika v Rimski kuriji.
21. aprila 1841 je bil ponovno povzdignjen v kardinala in imenovan za kardinal-diakona S. Maria in Portico.
17. decembra 1860 je bil imenovan za kardinal-škofa Albana in 5. septembra 1861 za prefekta v Rimski kuriji.